# 圖潔·阿爾巴伊拉克
圖潔·阿爾巴伊拉克（土耳其語：Tuğçe Albayrak；1991年11月28日—2014年11月28日）是一位在德國黑森州巴特索登-萨尔明斯特出生的土耳其裔師範學院學生。2014年11月15日，當時在奧芬巴赫旅遊的她在一間餐廳的廁所見義勇為的插手干預三名男子騷擾兩位女子。其後她在餐廳附近的停車場被當中的一名男子毆打，頭部嚴重受創。延至11月28日她23歲生日，在徵得其父母同意後，醫生為其關掉維生儀器，並且宣布她腦死。
時任德國總統约阿希姆·高克及黑森州州长福尔克·布菲耶得知事件後，向阿爾巴伊拉克一家慰問。約1500在醫院外的草地上為她默哀。數以百計民眾在她死後於涉事的餐廳外舉行燭光悼念，部分參加者穿上印上阿爾巴伊拉克肖像的T恤，並寫上土耳其語「我們愛你」意思的句子或手持德語字句「多謝」（Danke）。另外德國其餘地區合共過千人靜坐抗議這次暴力事件。逾十萬人聯署，要求總統希望政府可以授予她联邦十字勋章，表彰其见义勇为的勇气。而總統及州長均回應會考慮民眾建議。
而襲擊阿爾巴伊拉克的18歲疑犯，在事發後即時已被扣押，而他亦對事件直認不諱。反而事件中被救的兩名女子至今仍未聯絡上。

## 外部連結
- 圖潔·阿爾巴伊拉克 （页面存档备份，存于）